# Olivetti M24

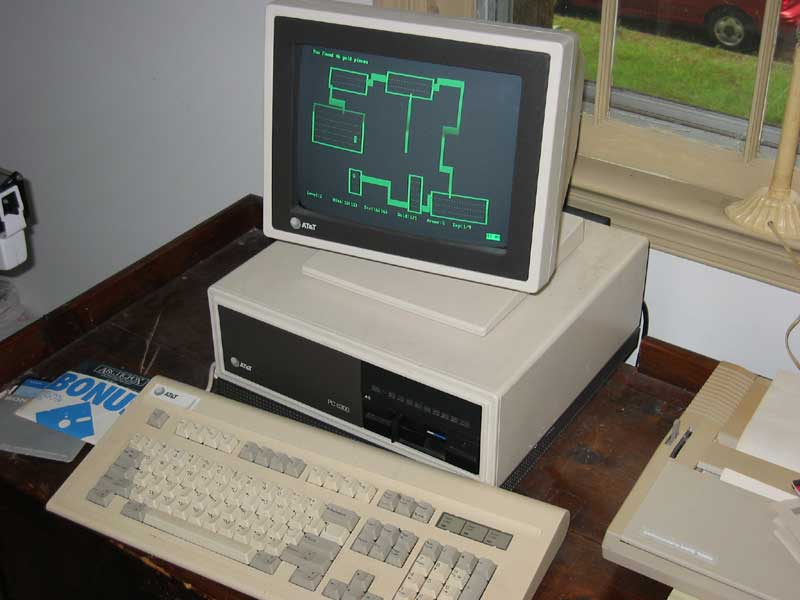
AT&T 6300, приблизительно 1996 год. На экране игра Rogue.

Olivetti M24 — персональный компьютер, выпускавшийся компанией Olivetti с 1983 года. В качестве центрального процессора использовался Intel 8086. Также продавался под названием AT&T 6300.
В отличие от других персональных компьютеров того времени, M24 был в высокой степени совместим с IBM PC. Но в отличие от IBM PC, в котором использовался процессор Intel 8088 с тактовой частотой 4,7 МГц, в Olivetti M24 использовался более мощный Intel 8086, с частотой в 8 МГц и шиной в 16 бит.